# Megophrys baluensis
Espèce
Synonymes
- Leptobrachium baluense Boulenger, 1899
- Xenophrys baluensis (Boulenger, 1899)

Statut de conservation UICN

 LC  : Préoccupation mineure
Megophrys baluensis est une espèce d'amphibiens de la famille des Megophryidae.

## Répartition
Cette espèce est endémique de l'État de Sabah en Malaisie orientale. Elle se rencontre entre 1 200 et 1 900 m d'altitude,.

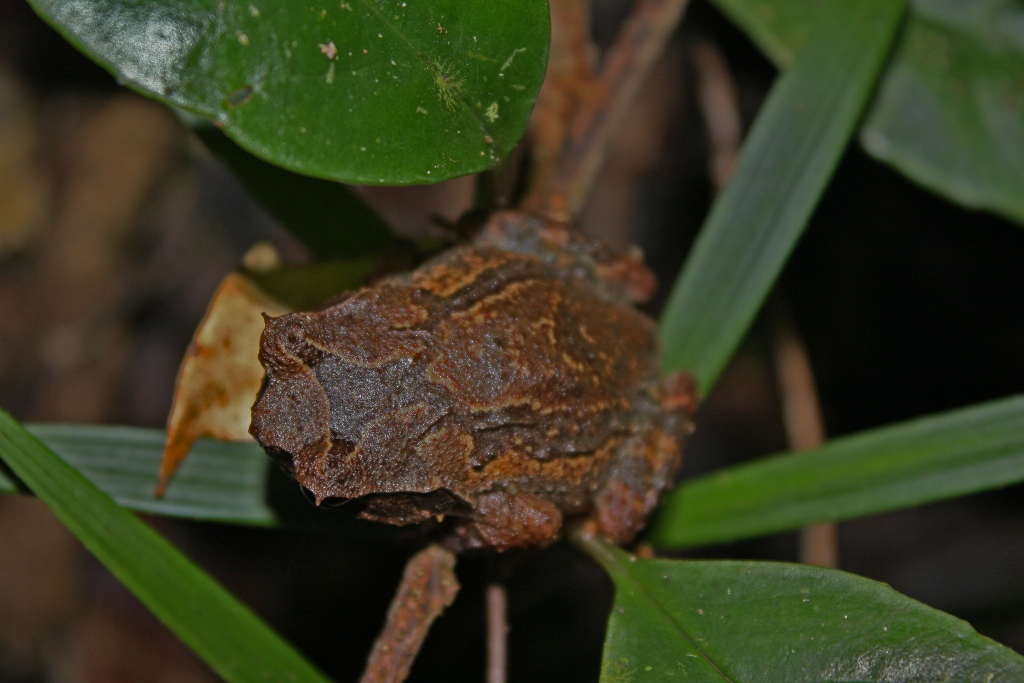

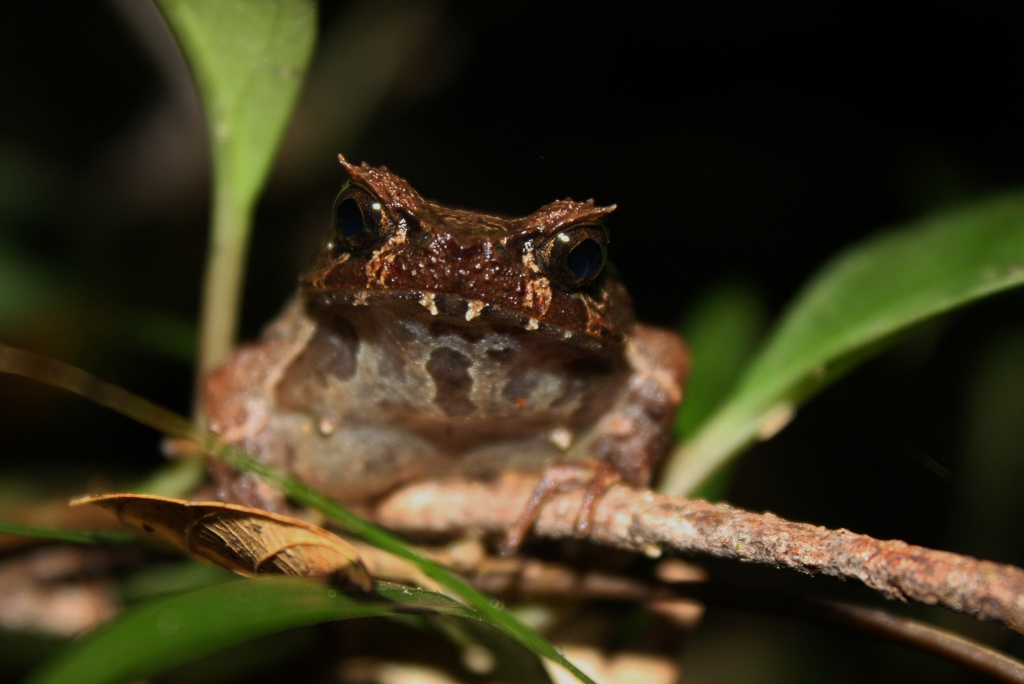

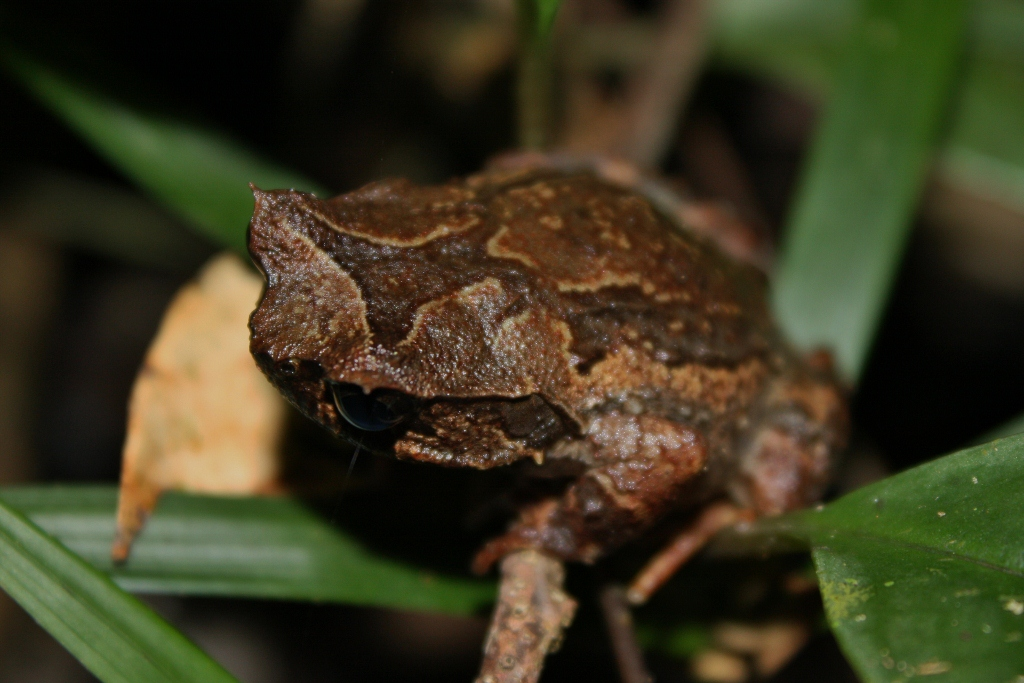

## Étymologie
Son nom d'espèce, composé de balu et du suffixe latin -ensis, « qui vit dans, qui habite », lui a été donné en référence au lieu de sa découverte, le mont Kinabalu, parfois orthographié Kina Balu.

## Publication originale
- Boulenger, 1899 : Descriptions of three new reptiles and a new batrachian from Mount Kina Balu, North Borneo. Annals and Magazine of Natural History, sér. 7, vol. 4, p. 451-454 (texte intégral).